# Gânglios periféricos
Gânglios periféricos são um grupo de células encontradas no sistema nervoso periférico ou SNP. O SNP é encontrado na periferia do sistema nervoso central ou CNS que existe fora da medula espinal e do cérebro não delimitado em qualquer estrutura de proteção.